# Sakegawa (Yamagata)
Sakegawa (鮭川村 Sakegawa-mura?) es una villa localizada en la prefectura de Yamagata, Japón. En junio de 2019 tenía una población de 3.939 habitantes y una densidad de población de 32,2 personas por km². Su área total es de 122,14 km².

## Geografía

### Municipios circundantes
- Prefectura de Yamagata
  - Sakata
  - Shinjō
  - Mamurogawa
  - Tozawa

## Demografía
Según datos del censo japonés, la población de Sakegawa ha disminuido en los últimos años.
| Año del censo | Población |
| ------------- | --------- |
| 1995          | 6.092     |
| 2000          | 5.829     |
| 2005          | 5.447     |
| 2010          | 4.862     |
| 2015          | 4.317     |

## Clima
Sakegawa tiene un clima continental húmedo (clasificación climática Cfa de Köppen) con grandes diferencias de temperatura estacional, con veranos de cálidos a calurosos (y a menudo húmedos) e inviernos fríos (a veces muy fríos). Las precipitaciones son importantes durante todo el año, pero son más intensas de agosto a octubre. La temperatura media anual en Sakegawa es de 10,6 °C. La precipitación media anual es de 1902 mm, siendo septiembre el mes más lluvioso. Las temperaturas son más altas de media en agosto, con unos 24,2 °C, y más bajas en enero, con unos -1,7 °C.

## Economía
La economía de Sakegawa se basa en la agricultura. La ciudad es famosa por las setas nameko, de las que produce un porcentaje considerable para la prefectura de Yamagata. Las otras exportaciones principales de la ciudad son el arroz y las flores, como las rosas y las gencianas. Sakegawa también es conocida por la pesca, con el Festival del Salmón (鮭祭り) que se celebra en el Eco Park cada octubre.